# Ben Fero
Ben Fero, pseudonimo di Ferhat Yılmaz (Bonn, 25 febbraio 1991), è un rapper tedesco naturalizzato turco.

## Biografia
Originario di Bonn, nel 1994 si è trasferito con la famiglia a Smirne, dove ha frequentato la Sabancı Üniversitesi tra il 2009 e il 2014. In seguito alla pubblicazione del primo album in studio Orman kanunları, è divenuto il primo artista ad occupare con le tracce di un disco le prime 12 posizioni della classifica giornaliera turca di Spotify a febbraio 2019. È risultato uno degli album di maggior successo sulla medesima piattaforma per due anni consecutivi. Il successo ottenuto dal disco ha fruttato all'artista un Radio Boğaziçi Music Award al miglior artista rivelazione e a dicembre 2019 ha tenuto il suo concerto più grande presso la Volkswagen Arena di Istanbul, che ha conseguito il tutto esaurito e dove hanno preso parte 5 000 persone. Demet Akalın, traccia contenuta nell'album, è stata accompagnata da un video musicale in cui appare l'eponima cantante, che ha ricevuto il premio Radyo Boğaziçi Müzik al miglior videoclip del 2020.
Nello stesso anno è uscito l'EP Yabani, che oltre a presentare una collaborazione con Ezhel, include l'album track Ferhat Yılmaz, divenuta virale nei primi mesi del 2022, garantendosi l'ingresso in top ten nella neonata Turkey Songs.
Bitmiyor, originariamente diffuso nel giugno 2023, ha scoperto popolarità a partire dal febbraio 2025, esordendo nella Turkey Songs e scalandola fino al podio.

## Discografia

### Album in studio
- 2019 – Orman kanunları

### EP
- 2020 – Yabani

### Singoli
- 2018 – Mahallemiz esmer
- 2018 – Kimlerdensin
- 2018 – 3 2 1
- 2019 – Jenga (con Khontkar)
- 2019 – Fight kulüp (con Killa Hakan, Ceza ed Ezhel)
- 2019 – Arkadaş
- 2020 – Kim O (con Keişan)
- 2020 – Sıkı dur (con Anıl Piyancı)
- 2020 – İzmir'in ateşi (con Maho G)
- 2021 – Üçe beşe bakamam (con Cash Flow)
- 2021 – 50 kilo (con Gringo)
- 2022 – Bunlar anlamaz
- 2022 – Çok kolay
- 2022 – Heyecanlanman normal (con Khontkar)
- 2023 – Ney lan
- 2023 – Bitmiyor
- 2024 – Problem (con Köksvl)